# Fútbol en Suiza

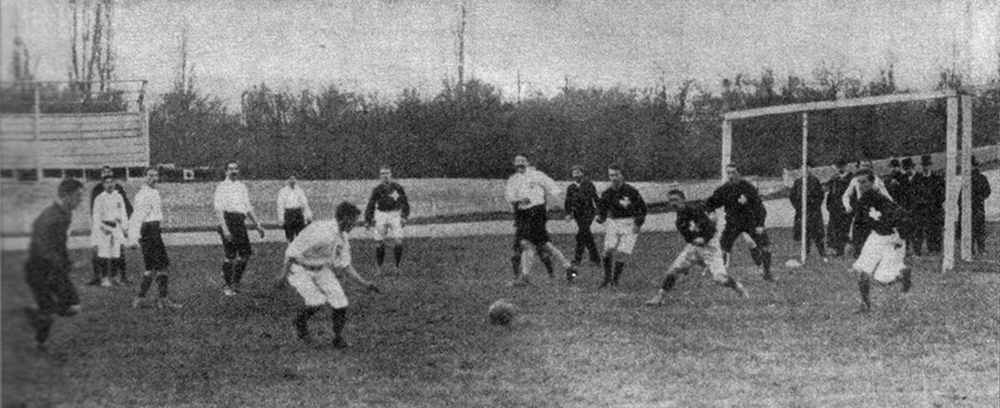
Debut de la selección suiza ante el 12 de febrero de 1915.

El fútbol es uno de los deportes más populares en Suiza. La Asociación Suiza de Fútbol (ASF-SFV) es el máximo organismo del fútbol profesional en Suiza y fue fundada en 1895, y fue miembro fundador de la  FIFA a laen 1904 y a la UEFA en 1954. 
La ASF-SFV organiza la Promotion League, la 1ª y 2ª Liga Interregional, las ligas nacionales junior, la Liga Nacional A, la Liga Nacional B y la 1ª Liga Femenina, las competiciones nacionales de Copa, así como las mejores ligas de Futsal y Beach Soccer. 
La Superliga y la Challenge League son organizadas por la Liga Suiza de Fútbol.  
La organización de la 2ª, 3ª, 4ª y 5ª liga (masculina y femenina) está subordinada a las 13 asociaciones regionales, al igual que las ligas juveniles regionales, las ligas para Ancianos y las competiciones de copa. 
Suiza albergó el Mundial de 1954 y, junto a Austria, la Eurocopa 2008.
La sede central de la UEFA se encuentra en la ciudad suiza de Nyon desde 1995, y la de la FIFA en Zúrich.

## Competiciones oficiales entre clubes
- Super Liga Suiza: es la primera división del fútbol suizo. Fue fundada en 1897 y está compuesta por 10 clubes. Los seis equipos con más títulos han sido Grasshopper Zürich, FC Basilea, Servette FC de Ginebra, FC Zürich, BSC Young Boys de Berna, FC Sion y Lausanne-Sport. En el "Eternal Ranking"[3] (desde 1898) de la liga más alta, el Grasshopper-Club Zürich está en primera posición por delante de Basilea, Young Boys, Servette, FC Zürich y Lausanne-Sport. Los históricos Top 10 corresponden casi uno a uno a la composición actual de la liga de primera división. Los Grasshoppers son los que más temporadas han jugado (86) en la primera división, pero al mismo tiempo tienen el mayor número de puntos por temporada, victorias, empates, goles marcados y, con diferencia, la mejor diferencia de goles por cuenta propia. El FC Lucerna es el equipo que más derrotas ha sufrido en la historia de la liga de fútbol suiza. Los Young Boys jugaron la segunda mayor parte de la temporada (82) y recibieron la mayor cantidad de goles de todos sus rivales.
- Challenge League: es la segunda división en el sistema de ligas suizo. Está compuesta por 10 clubes, de los cuales el campeón asciende directamente a la Super Liga, y el segundo juega los playoffs de ascenso con el noveno clasificado en la Super Liga. En el "ranking eterno"[4] (desde 1944) de la segunda liga más alta, el FC Winterthur se sitúa, con diferencia, en el primer puesto por delante de Schaffhausen, Chiasso y Aarau. Cuatro clubes del Cantón del Tesino (FC Chiasso, AC Bellinzona, FC Lugano y FC Locarno) están en el top 10. Winterthur jugó 53 temporadas en la segunda liga más alta durante este tiempo y también tiene más partidos, victorias, empates, derrotas, goles y goles contra él. Lugano tiene la mejor diferencia de goles, Lausana es el equipo que más lidera la liga. El Servette FC, el FC Zúrich y el Neuchâtel Xamax tienen las puntuaciones más altas por temporada.
- Promotion League: es la tercera división en el sistema de ligas suizo. La liga consta de 16 equipos, de los cuales el campeón es promovido a la Challenge League. Los dos últimos equipos clasificados descienden a la 1ª liga. Hasta cuatro equipos sub-21 pueden jugar, actualmente (temporada 2019/20) hay tres: FC Sion II, FC Basilea II y FC Zürich II. En el "Eternal Ranking"[5] (desde la introducción de la tercera división en 2012), el FC Basilea II ocupa el primer puesto por delante del Stade Nyonnais, el SC YF Juventus de Zúrich, el FC Zúrich II, el FC Sion II, el FC Breitenrain de Berna, el FC Köniz, el SC Brühl St. Gallen y el SC Kriens. Este último era claramente el que más había liderado la mesa.  El FC Basilea II fue el que más victorias, goles y mejor diferencia de goles, el FC Zúrich II el que más empató y el que más derrotas y goles cosechó contra el SC Brühl St. Gallen. Neuchâtel Xamax obtuvo la mayor cantidad de puntos por temporada, por delante de Schaffhausen y Servette FC. Estos tres clubes jugaron solo una temporada en la Promotion League, viniendo de la 1ª liga y entrando directamente en la Challenge League.
- 1. Liga: es la cuarta división en el sistema de ligas de Suiza. El número de clubes es de 42 equipos repartidos siempre en tres grupos. Entre ellos se encuentran también equipos sub-21 de clubes profesionales.  Los mejores dos o tres equipos en cada grupo (un total de ocho) jugarán los playoffs de promoción en la Promotion League (dos equipos promovidos). Los dos peores equipos de cada grupo serán relegados a la 2ª liga Interregional. Desde la cuarta división de la 1ª Liga en 2012, el club con más puntos del Grupo 1 (Oeste) es el FC Echallens Région. En el grupo 2 (centro) el FC Solothurn está por delante y en el grupo 3 (este) el FC Wettswil-Bonstetten.
- 2. Liga Interregional: es la quinta división en el sistema de ligas de Suiza. El número de clubes es de 84 equipos repartidos en seis grupos. Entre ellos se encuentran también equipos sub-21 de clubes profesionales.  En la "Mesa Eterna" (desde 2000), los mejores equipos del Grupo 1 (Lac Léman / Ródano) son el Signal FC Bernex-Confignon (Cantón de Ginebra) del Grupo 2 (Jura / Berna) del FC Portalban-Gletterens (Cantón de Friburgo), en el grupo 3 (Suiza noroccidental) FC Moutier (Cantón de Berna), en el grupo 4 (línea del Gotardo) FC Hergiswil (Cantón de Nidwalden), en el grupo 5 (región de Zúrich) FC Seefeld Zúrich (Cantón de Zúrich) y en el grupo 6 (Suiza oriental) FC Kreuzlingen (Cantón de Thurgau).
- 2. Liga: es la sexta división en el sistema de ligas de Suiza. El número de clubes es de 215 equipos repartidos en 17 grupos.
- 3. Liga: es la séptima división en el sistema de ligas de Suiza.
- 4. Liga: es la octava división en el sistema de ligas de Suiza.
- 5. Liga: es la novena división en el sistema de ligas de Suiza.
- Copa Suiza: es la copa nacional del fútbol suizo, organizada por la Asociación Suiza de Fútbol y cuyo campeón tiene acceso a disputar la UEFA Europa League.

## Selecciones de fútbol de Suiza

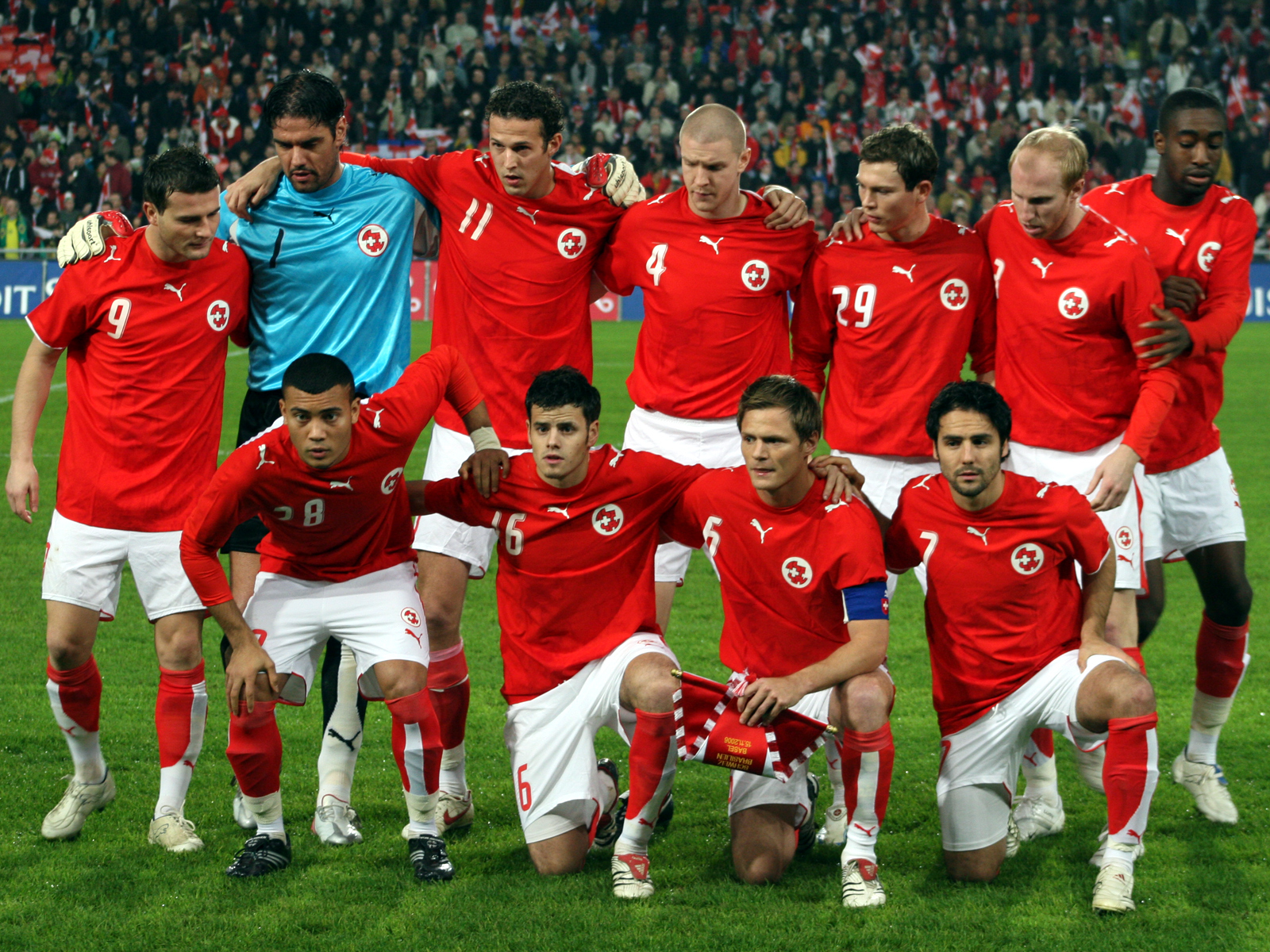
La selección suiza en un partido en 2006.

### Selección absoluta de Suiza
La selección de Suiza, en sus distintas categorías está controlada por la Asociación Suiza de Fútbol.
El equipo suizo disputó su primer partido oficial el 12 de febrero de 1905 en París ante Francia, partido que se resolvió con victoria de los franceses por 1-0. Suiza ha logrado clasificarse para nueve Copas del Mundo de la FIFA y tres Eurocopas. El mayor logro del combinado suizo fueron los cuartos de final alcanzados en los Mundiales de 1934, 1938 y 1954, este último disputado en Suiza.
Además, la selección de Suiza ha participado en tres ediciones de la Eurocopa en 1996, 2004 y 2008. Acumuló una victoria, dos empates y seis derrotas, sin haber pasado de la primera fase. Suiza organizó la Eurocopa 2008 junto a Austria. 

### Selección femenina de Suiza
La selección femenina debutó el 4 de mayo de 1972 ante la selección de Francia en un partido que finalizó 2-2 en Basilea. Ha participado en una sola ocasión de la Copa Mundial Femenina de Fútbol en la edición de Canadá 2015, siendo eliminadas en octavos de final justamente contra el anfitrión Canadá
En la Eurocopa Femenina logro clasificarse en dos ocasiones 2017 y 2022 quedando eliminado en fase de grupos en ambas ocasiones.